# 1885 год в литературе

## Произведения

### Романы
- «Жерминаль» — роман Эмиля Золя.
- «Копи царя Соломона» — роман Генри Райдера Хаггарда.
- «Матиас Шандор» — роман Жюля Верна.
- «Милый друг» — роман Ги де Мопассана.
- «Найдёныш с погибшей „Цинтии“» — роман Жюля Верна, написанный в соавторстве с Андре Лори.

### Малая проза
- «В дурном обществе» — рассказ Владимира Короленко.
- «Егерь» — рассказ Антона Чехова.
- «Злоумышленник» — рассказ Антона Чехова.
- «Живая хронология» — рассказ Антона Чехова.
- «Мелюзга» — рассказ Антона Чехова.
- «Соколинец. Из рассказов о бродягах» — рассказ Владимира Короленко.
- «Сон Макара» — рассказ Владимира Короленко.
- «Унтер Пришибеев» — рассказ Антона Чехова.
- Сборник новелл «Сказки дня и ночи» Ги де Мопассана.

## Персоналии

### Родились
- 15 марта — Энрико Каваккьоли, итальянский драматург, журналист, поэт, либреттист, редактор и критик (умер в 1954).
- 25 марта — Матею Ион Караджале, румынский писатель и поэт-модернист (умер в 1936).
- 25 июля — Бенито Линч, аргентинский писатель (умер в 1951).
- 26 июля — Андре Моруа, французский писатель (умер в 1967).
- 11 августа — София Яковлевна Парнок, русская поэтесса, переводчица (умерла в 1933).
- 9 сентября — Коррадо Тумиати — итальянский писатель, поэт (умер в 1967).
- 11 сентября — Дэвид Герберт Лоуренс, английский писатель (умер в 1930).
- 30 октября — Эзра Паунд, американский поэт (умер в 1972).
- 28 ноября — Антониу Франсиску Коста-и-Силва, бразильский поэт (умер в 1950).
- 1 декабря — Какасахеб Калелкар, индийский прозаик (умер в 1981).
- 18 декабря — Станислав Василевский, польский публицист, эссеист, переводчик (умер в 1953).

### Умерли
- 15 января — Антоний Эдвард Одынец, польский поэт, переводчик, мемуарист (родился в 1804).
- 14 февраля — Жюль Валлес, французский писатель и политический деятель (родился в 1832).
- 7 марта — Якуб Малый, чешский писатель (родился в 1811).
- 20 апреля — Владимир Степанович Курочкин, русский драматург, переводчик, издатель (родился в 1829).
- 30 апреля — Енс Петер Якобсен, датский писатель (родился в 1847).
- 22 мая — Виктор Гюго, французский писатель (родился в 1802).
- 8 сентября — Михаил Фёдорович Де-Пуле, русский литературный критик, публицист и педагог (родился в 1822).
- 8 ноября — Йоханнес Кнеппельхут, нидерландский писатель (родился в 1814).
- 27 ноября — Андреа Маффеи, итальянский поэт и либреттист (родился в 1798)